# Fête de la Gastronomie
La Fête de la Gastronomie - Goût de France est une initiative du Ministère de l'Économie lancée en 2011, annulée en 2020 lors de l'épidémie du covid-19, proposée comme une mesure de sauvegarde majeure au repas gastronomique français inscrit sur la Liste représentative du patrimoine culturel immatériel de l’humanité en 2010 par l’UNESCO. Elle a eu lieu dans plusieurs lieux en France et dans le monde le quatrième weekend de septembre. Durant trois jours, des manifestations ont lieu dans un esprit de convivialité, de partage et de pédagogie : en effet, le repas gastronomique met l’accent sur le plaisir du goût et du partage du repas, soulignant l’harmonie entre l’homme et les productions de la nature. La Fête de la Gastronomie se déroule dans un esprit de célébration de la tradition culinaire et de préservation du patrimoine gastronomique français.

## Historique
Courant 2009, alors que la fête des voisins vient d'apparaître, des enseignes commerciales lancent l'idée d'une fête de la gastronomie ou de la cuisine. La marque Francine crée "Cuisines en fête", le journaliste Thomas Clouet imagine "La fête de la cuisine[source insuffisante]", et une "Fête de la gastronomie" est créée sur Facebook, par l'association Cnaaligato, sous forme d'un groupe social dès décembre 2009 avec pour première date le 21 mai 2010.
En 2011, lancée à l'initiative de Frédéric Lefebvre, secrétaire d'État auprès du ministre de l'Économie, des Finances et de l'Industrie, et organisée sous les mêmes aspects que la Fête de la Musique, la fête de la Gastronomie a pour ambition de célébrer le savoir-faire et l'innovation gastronomiques français. Cette manifestation prend la forme d'une fête populaire, rassemblant chaque année l'ensemble des français et des professionnels du secteur. La première de cette Fête de la Gastronomie se déroule le 23 septembre 2011, devait être placée sous le signe de l'inscription fin 2010 du Repas gastronomique des Français au patrimoine de l'humanité et eut finalement pour thème « la terre nourricière ». La mise en place de l'évènement a été décidée en janvier 2011. À l'image de la fête de la musique, cet événement a pour objectif de sensibiliser les français mais aussi les touristes, sur les spécificités de la cuisine nationale.
Sylvia Pinel, ministre de l’Artisanat, du Commerce et du Tourisme, décide en 2012 de passer la Fête de la Gastronomie à trois jours, durant le quatrième week-end de septembre. 
En 2014, Arnaud Montebourg, alors ministre de l'Économie et du Redressement productif, lance la Fête de la Gastronomie avec Carole Delga, secrétaire d’État chargée du Commerce, de l’Artisanat, de la Consommation, de l’Economie sociale et solidaire, qui porte la Fête de la Gastronomie, en association avec Stéphane Le Foll, Ministre de l’Agriculture, de l’Agroalimentaire et de la Forêt. La Fête était l’occasion de mettre en valeur l’identité française, à travers la défense du Made In France. 
De juin 2015 à mai 2017, Martine Pinville, secrétaire d’État chargée du Commerce, de l’Artisanat, de la Consommation, de l’Economie sociale et solidaire, porte la Fête de la Gastronomie.
En 2018, Delphine Gény-Stephann, secrétaire d'État auprès du Ministre de l'Économie et des Finances, porte l'événement.

## Éditions

### 1reédition (2011)
- 1re édition : 23 septembre 2011.
- Thème : « La Terre : de la planète nourricière aux nourritures terrestres »[5]

### 2eédition(2012)
- 2e édition : 22 septembre 2012.
- Thème « Terroirs : création et tradition »[6]
- Parrain : Michel Guérard

### 3eédition (2013)
- 3e édition: les 20, 21 et 22 septembre 2013.
- Thème : « La Gastronomie pour tous »[7],[8].
- Parrain : Thierry Marx.

### 4eédition (2014)
- 4e édition: les 26, 27 et 28 septembre 2014.
- Thème : « L'amour des gestes et des savoir-faire »[9].
- Parrain : Guillaume Gomez.

### 5eédition (2015)
- 5e édition: les 25, 26 et 27 septembre 2015.
- Thème : « Créativité et Audace »[10].
- Marraine : Anne-Sophie Pic.

### 6eédition(2016)
- 6e édition : les 23, 24 et 25 septembre 2016.
- Thème : « Les cuisines populaires ».
- Parrain : Eric Roux.

### 7eédition(2017)
- 7e édition : les 22, 23 et 24 septembre.
- Thème : « Au cœur du produit ».
- Parrain : Marché International de Rungis représenté par son Président Stéphane Layani.

### 8eédition(2018)
- 8e édition : les 21, 22 et 23 septembre 2018.
- Thème : « Le goût dans tous ses sens ».
- Marraine : Fanny Rey.

### 9eédition(2019)
- 9e édition : les 21, 22, 23 et 24 mars 2019.
- Thème : « La cuisine responsable ».
- Marraine : Fanny Rey.